# Пилипенко Михайло Васильович
Пилипе́нко Миха́йло Васи́льович (* 1922, село Чернеччина Сумської області — † 1944) — командир батальйону 933-го стрілецького полку 254-ї стрілецької дивізії, учасник форсування Дніпра 1943 року під час Другої Світової війни.

## З життєпису
Командував стрілецьким батальйоном, який брав участь у форсуванні Дніпра 13 листопада 1943 року в районі села Свидівок. У боях за Черкаси 14 грудня батальйон знищив 11 танків, близько 400 німців.

## Нагороди та вшанування
За успішні бойові дії Указом Президії Верховної Ради СРСР від 22 лютого 1944 року присвоєно звання Героя Радянського Союзу. (рос.) На честь Пилипенка названа одна з вулиць міста Черкаси.